# 諏訪盛頼
諏訪 盛頼（すわ もりより）は、鎌倉時代中期の武士。通称は兵衛四郎。諏訪盛重の子。
『吾妻鏡』によれば、建長2年（1252年）、弘長元年（1261年）、同3年（1263年）に、正月の椀飯行事で馬引きを担当し、建長6年（1256年）と正嘉2年（1258年）には、正月の御的始の儀で射手を務めた。